# Greifensee
Greifensee je jezero ve Švýcarsku. Leží v kantonu Curych, východně od největšího švýcarského města, Curychu.

## Geografie

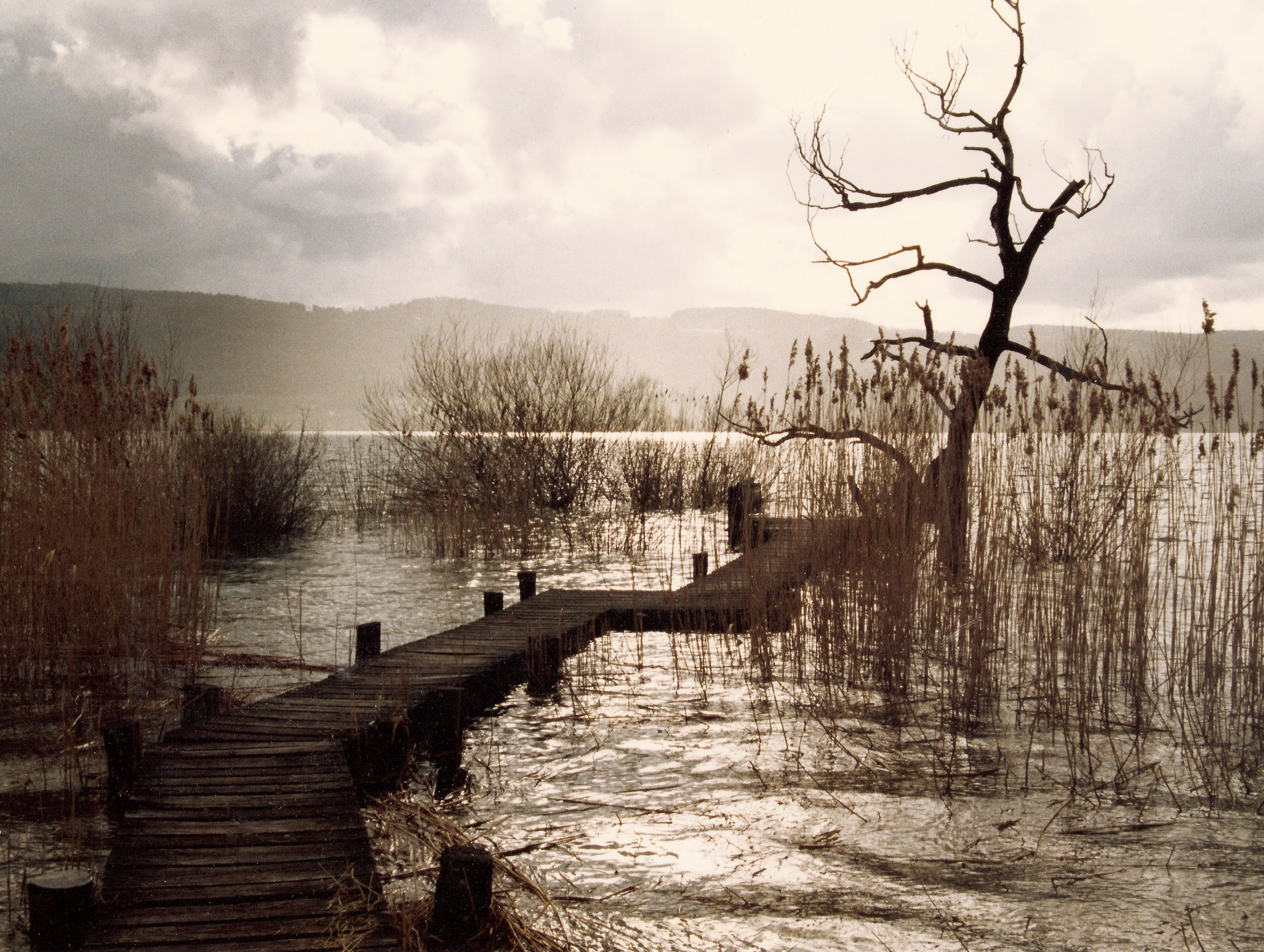
Břehy jezera u Niederusteru

Jezero leží v kopcovité krajině vytvořené ledovcem Linthgletscher v kotlině, která vznikla během poslední doby ledové. Na západě se tyčí masiv Pfannenstielkette, na východě začíná Curyšská vysočina. Navzdory kopcům na obou stranách jsou břehy jezera ploché. V jezeře Greifensee nejsou žádné ostrovy.
Původně se Greifensee hromadilo u koncové morény u Dübendorfu. V důsledku zanášení a meliorace ztrácí jezero od svého vzniku stále více ze své původní velikosti. Bažiny a roviny na severu a jihu jsou svědky tohoto tisíciletého vývoje.
Jediným sídlem přímo u jezera je staré městečko Greifensee. Obce Niederuster, Schwerzenbach, Maur a Fällanden leží v blízkosti jezera, dále od břehu se nachází město Uster a obec Mönchaltorf.

## Historie

Jezero při povodních (1931)

Na východním a severním břehu byly již v druhé polovině 19. století nalezeny různé prehistorické palisádové stavby. První osady na břehu byly obývány v době střední doby kamenné od roku 8000 př. n. l. Patří tak k nejstarším archeologickým nalezištím v kantonu Curych. Prehistorické naleziště Storen/Wildsberg na pravém břehu před městem Greifensee patří k světovému kulturnímu dědictví UNESCO Prehistorická kůlová obydlí v Alpách.
Když byl v 12. století postaven hrad Greifensee, jezero se ještě jmenovalo Glattsee. Svůj dnešní název dostalo až o 100 let později.
1. dubna 1663 se utopilo sedm mužů z Uessikonu, kteří spolu s dalšími šesti muži pluli na člunu do Usteru na vojenskou prohlídku.
Díky regulaci řeky Glatt a stavbě jezu v roce 1891 se střední hladina jezera snížila o přibližně 80 centimetrů. Regulace byla v té době důležitá, aby průmyslové podniky na řece Glatt měly i v suchých obdobích dostatek vody.
Od roku 1890 spojuje západní a východní břeh pravidelná lodní linka. 3. dubna 1892 se převrátila přetížená loď, přičemž čtyři lidé se utopili. Nová parní loď „Greif” z roku 1895 byla od roku 1916 poháněna benzínem. Dnes je zrestaurována a opět poháněna původním motorem z roku 1895 brázdí jezero. Je to nejstarší parní loď ve Švýcarsku. V roce 1933 zahájila provoz první motorová loď „MS Heimat”.
V roce 1941 bylo jezero a jeho břehy prohlášeny za chráněnou přírodní rezervaci. V roce 1994 vydala vláda kantonu Curych revidované nařízení o ochraně.
24. dubna 1944 se do jezera zřítil sestřelený americký bombardér typu B-17 „Flying Fortress“ amerických vzdušných sil, přičemž zahynulo několik členů posádky.

## Doprava

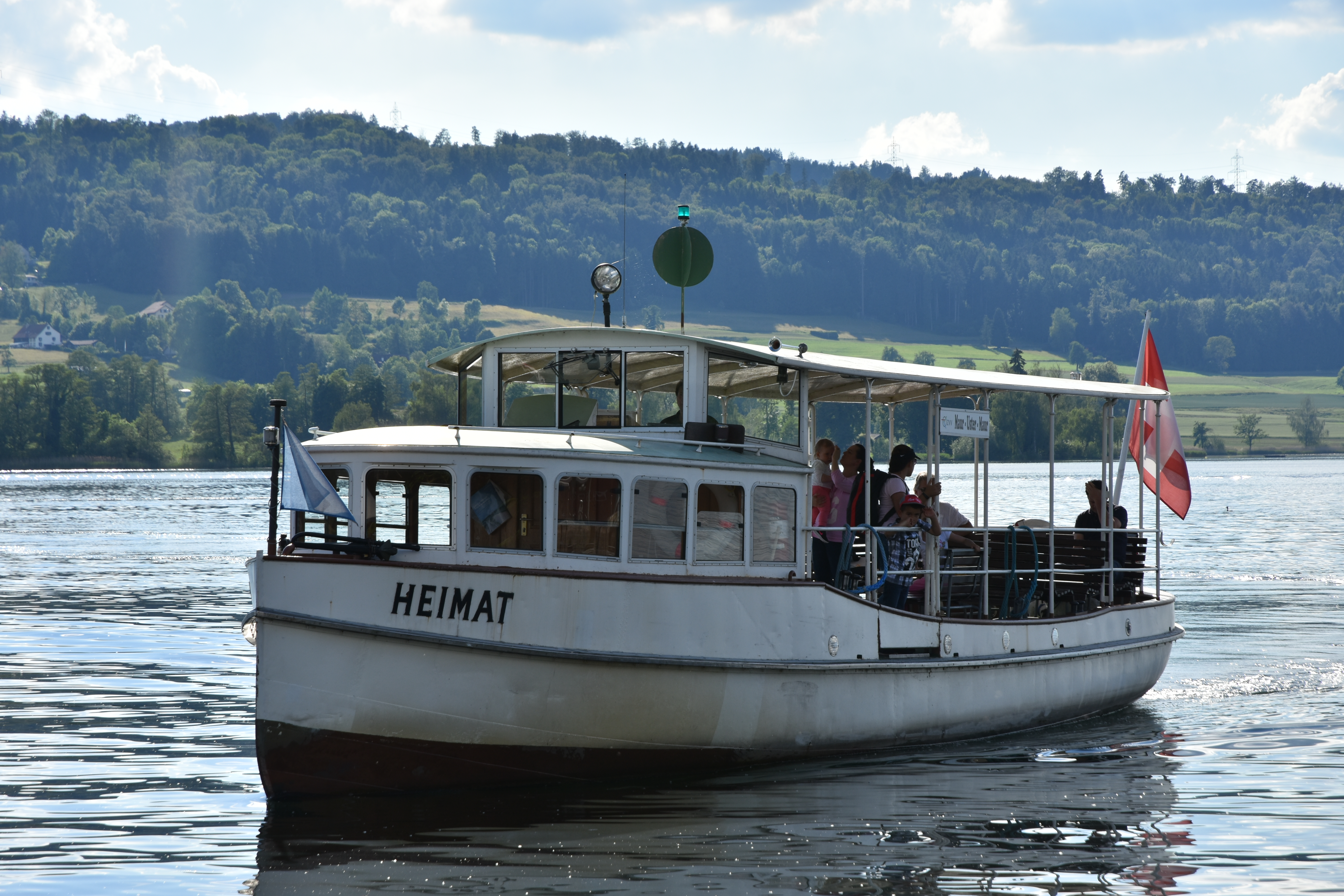
Loď Heimat na jezeře Greifensee

Soukromé motorové čluny jsou na jezeře Greifensee zakázány.
Lodní společnost Schifffahrts-Genossenschaft Greifensee nabízí okružní plavby a provozuje pravidelnou dopravu mezi Maurem a Niederusterem. V roce 2022 byla loď Heimat přestavěna na elektrický pohon a na konci dubna 2022 zahájila provoz jako první elektrická loď ve Švýcarsku. Příležitostně jsou v provozu také parníky.